# Vandermarliere Cigar Family
J. Cortès Cigars Company NV is een Belgische sigarenfabrikant die haar hoofdvestiging heeft in Zwevegem en een van de twee nog zelfstandig werkende sigarenproducenten in België is. In 2008 werden 416 miljoen sigaren geproduceerd. Het meest bekende premium merk van het bedrijf is J. Cortès, dat geleverd wordt in een blauwe doos.

## Geschiedenis
Vanaf 1924 dreef de Moense koster Maurits Vandermarliere ook een sigarenwinkel. In 1926 kocht hij uit de boedel van een failliete sigarenfabriek uit Waterloo een sigarenmachine die hij met de hand bediende en waarmee hij aanvankelijk 60.000 sigaren per jaar maakte.
In 1936 verhuisde het bedrijf, Ets. Vandermarliere NV geheten, naar het nabijgelegen Heestert. Hier ontstond onder meer het nog steeds bestaande merk NIC. In 1975 nam Vandermarliere de Neos-sigarenfabriek in Handzame over. Hier vindt nog steeds een groot deel van de productie plaats. In 1979 kreeg Vandermarliere de failliete sigarenfabriek TAF in Luik in handen en daarmee ook het merk J. Cortès.
In 1988 verhuisde het bedrijf opnieuw naar een groter fabriekspand, nu in Zwevegem. Op de gevel prijkt de naam J. Cortès Cigars. Vanaf begin 2006 werd dit ook de nieuwe bedrijfsnaam.

## Merken
In 1986 vond een restyling van dit merk plaats door het op te waarderen tot premiumsigaar met een hoogwaardig Sumatra-dekblad. Omdat Vandermarliere zich in die periode met name richtte op de Belgische, Luxemburgse en vooral Franse markt, werd gekozen voor een blauwe verpakking die een link moest leggen naar de Côte d'Azur.
Vooral in Frankrijk is J. Cortès Cigars met de merken Neos en J. Cortès zeer sterk vertegenwoordigd.

## Heden
J. Cortès Cigars brengt een uitgebreid gamma sigaren op de markt. De bekendste merken zijn J. Cortès, Neos, Fuego, Amigos en Nic. 85% van de productie wordt geëxporteerd.